# 希尼莱罗斯
希尼莱罗斯（法語：Chigny-les-Roses，法語發音：[ʃiɲi le ʁoz]）是法国马恩省的一个市镇，属于兰斯区。

## 地理
希尼莱罗斯（49°9'22"N, 4°3'46"E）面积4.38 平方千米，位于法国大東部大區马恩省，该省份为法国东北部内陆省份，北起阿登省，西北接埃纳省，西南接塞纳-马恩省，南至奥布省，东南接上马恩省，东临默兹省。
与希尼莱罗斯接壤的市镇（或旧市镇、城区）包括：吕德、里伊拉蒙塔涅、塞尔沃城。

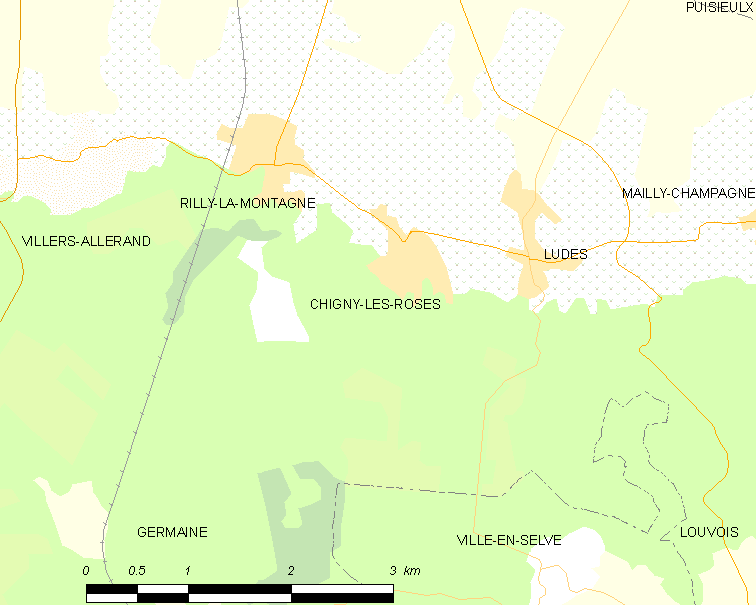
希尼莱罗斯的OSM定位图

希尼莱罗斯的时区为UTC+01:00、UTC+02:00（夏令时）。

## 行政
希尼莱罗斯的邮政编码为51500，INSEE市镇编码为51152。

## 政治
希尼莱罗斯所属的省级选区为穆尔默隆-韦勒-香槟山县。

## 人口

1962-2008年间希尼莱罗斯人口变化图示

希尼莱罗斯于2022年1月1日时的人口数量为525人。